# Яновени
Яновèни или Яновèне (на гръцки: Γιαννοχώρι, Янохори, катаревуса: Γιαννοχώριον, Янохорион, до 1927 година Γιαννοβαίνη, Яновени) е село в Егейска Македония, Гърция, част от дем Нестрам (Несторио), област Западна Македония.

## География
Селото се намира в областта Нестрамкол на 32 километра югозападно от град Костур, в южното подножие на граничната между Гърция и Албания планина Алевица. Край него тече река Белица, десен приток на Бистрица, която днес в Гърция е схващана като начало на Бистрица. Основната забележителност на селото е църквата „Успение Богородично“. Селото се дели на три махали – Горна, Средна и Долна.

## История

### В Османската империя
В 1791 година някои от жителите на Яновени, заедно с Омотско, съседните Слимница и Орешец и други се изселват в Брацигово поради притеснения от страна на албанското население.
В края на XIX век Яновени е голямо българско село център на петте села, наричани „яновенски“ – Слимница, Пилкати, Яновени, Калевища и Омотско. Жителите му се препитават предимно с гурбет в Гърция. От Яновени произхожда Кирко Арнаудов, основателят на рода Вазовци, преселил се в Сопот в края на XVIII век по време на управлението на Али паша Янински. В 1868 година е построена първата училищна сграда, като дотогава свещениците преподават в църквата или в наети помещения.
Селото в началото на XX век има около 80 – 100 къщи и 550 жители. Според статистиката на Васил Кънчов („Македония. Етнография и статистика“) в 1900 година Яновени има 490 жители българи и малко арнаути християни.
На Етнографската карта на Битолския вилает на Картографския институт в София от 1901 година Яновени е чисто българско село в Костурската каза на Корчанския санджак с 40 къщи.
Цялото население на Яновени е гъркоманско под върховенството на Цариградската патриаршия. По данни на секретаря на Българската екзархия Димитър Мишев („La Macédoine et sa Population Chrétienne“) в 1905 година в Яновени има 448 българи патриаршисти гъркомани и работи гръцко училище. В училището преподава яновенецът Анастасиос Сюкас, завършил Битолската гръцка гимназия. Гръцка статистика от 1905 година представя Яновени като изцяло гръцко - с 485 жители.
Селото подкрепя гръцките чети по време на Гръцката въоръжена пропаганда в Македония. Дейци на гръцкия комитет са В. Сидеров, П. Качамаков, Ник. Симов, Н. Хаджиев и поп Христо Чалдиков. В началото на XX век в района действа албанската чета на Сали Бутка, който събира пари и добитък от Яновени, Пилкати, Слимница и Тухол.
Според Георги Константинов Бистрицки Яновени преди Балканската война има 120 български къщи.

### Балканската война
През Балканската война на 11 ноември 1912 година гръцката армия влиза в Костур, а турската се оттегля към Корча. В Тухол пристига чета от 50 души, начело с Димитрис Кордистас, която има за цел да опожари мюсюлманските села Чаир, Загар и Фуша и успява да опожари Чаир. В Загар обаче пристига Сали Бутка с двамата си синове и четата си от 200 души, настъпва към Чаир и след това към Тухол. Част от четата на Кордистас заема позиции на височината Ай Танаси (Псилорахи), за да брани Тухол. Бутка разделя четата си на две - едната настъпва към Тухол по реката, а другата през Кула - Дервент - Тодоро. Втората чета е пресрещната от отряд на Йован Котронов (Йоанис Котронис) от Яновени, напуснал работата си в Арта и формирал чета от околните села. В сражението Котронов и други трима негови четници са убити, а албанците влизат в Тухол и частично го запалват. На помощ на селото идва чета от Котелци, начело с Йотас Йоргос, която заедно с четниците на Ай Танаси прогонва албанците на Бутка. На 2 декември гръцката армия разбива османците при Смърдеш и 5-та дивизия напредва към Шак. Капитаните Никола Белов и Сульо се опитват в Яновени да окажат съпротива на Бутка, но жителите на Яновени, Слимница и Пилкати бягат в Калевища и Нестрам. Албанците на Сали Бутка и жители на Видово влизат в Яновени на 3 и 4 декември и го разграбват. След това жителите на албанските села Загар и Фуша бягат в Ерсека, а гръцката армия влиза в Яновени.

### В Гърция
През Балканската война селото е окупирано от гръцки части и след Междусъюзническата война в 1913 година влиза в Гърция. В 1917 година става община, в която влизат Омотско, Тухолските ливади и Загар. Боривое Милоевич пише в 1921 година („Южна Македония“), че Яновени (Jановени) има 80 къщи славяни християни. В 1924 година учителят Анастасиос Сюкас основава Яновенското прогресивно дружество, което има за цел да построи ново училище. Красивата нова сграда е построена в 1926 година от майстори от Калевища и през май 1928 година в нея учат 94 ученици, а в детската градина има 25 деца. Сюкас пише книга „Кратка история на Яновени, Пилкати, Слимница, Калевища и Тухол“, излязла през 1970 година.
В 1927 година е прекръстено на Янохори (в превод Янево село). При избухването на Итало-гръцката война в 1940 година селяните се евакуират в Нестрам. След отблъскването на италианските войски на албанска територия се връщат. По време на окупацията през Втората световна война през лятото на 1942 година, за да се ликвидират базите на Съпротивата, селото е изгорено от три германски батальона заедно с Омотско, Пилкати и Слимница. От 100 къщи в Яновени оцеляват 10-15.
По време на Гражданската война селото отново пострадва силно и на 27 юли 1947 година е окончателно напуснато от жителите си.
В 1953 година землището на Яновени е присъединено към това на Тухол, а в 1961 година селото е заличено.
| Година    | 1913 | 1920 | 1928 | 1940 | 1951 | 1961 | 1971 | 1981 | 1991 | 2001 | 2011 | 2021 |
| --------- | ---- | ---- | ---- | ---- | ---- | ---- | ---- | ---- | ---- | ---- | ---- | ---- |
| Население | 436  | 416  | 481  | 467  | 0    |      |      |      | 24   | 17   | 0    | 6    |

## Личности
Родени в Яновени
- Васил Радис (р. 1930), северномакедонски и австралийски общественик
- Исидор Сидеров (Исидорос Сидерис, 1885 – 1943), гръцки андартски капитан
- Кирко Иванов Арнаудов (1766 – ?), основател на рода Вазови, преселил се в Сопот, станал по-късно калугер
- Николаос Любас (1895 - 1966), гръцки военен[23]
- Ничо Арнаут (около 1761 - ?), български майстор строител, преселил се в Брацигово през 1791 г., участвал в реконструкцията на Рилския манастир в 1816 - 1819 г., представител на Брациговската архитектурно-строителна школа[5]
- Симос Любас, гръцки политик
- Христо Д. Шанов, български лекар, завършил медицина в Атинския университет[24]

Други
- Василиос Хадзис (1870 – 1915), гръцки художник, по произход от Яновени